# یاگوپی
یاگوپی (به لاتین: Jaagupi) یک منطقهٔ مسکونی در استونی است که در دهستان هادمیست واقع شده‌است.